# 2021년 동남아시아 경기 대회
2021년 동남아시아 경기 대회는 2022년 5월 12일부터 5월 23일까지 베트남에서 개최된 동남아시아 경기 대회이다. 하노이를 비롯한 여러 도시에서 개최되었다.

## 참가국
- 베트남 (개최국)

## 메달 집계
| 순위 | 국가       | 금메달 | 은메달 | 동메달 | 합계 |
| ---- | ---------- | ------ | ------ | ------ | ---- |
| 1    | 베트남     | 205    | 125    | 116    | 446  |
| 2    | 태국       | 92     | 103    | 136    | 331  |
| 3    | 인도네시아 | 69     | 91     | 81     | 241  |
| 4    | 필리핀     | 52     | 70     | 104    | 226  |
| 5    | 싱가포르   | 47     | 46     | 73     | 166  |
| 6    | 말레이시아 | 39     | 45     | 90     | 174  |
| 7    | 미얀마     | 9      | 18     | 35     | 62   |
| 8    | 캄보디아   | 9      | 13     | 41     | 63   |
| 9    | 라오스     | 2      | 7      | 33     | 42   |
| 10   | 브루나이   | 1      | 1      | 1      | 3    |
| 11   | 동티모르   | 0      | 3      | 2      | 5    |